# Каллокаин
Каллокаин (швед. Kallocain) — роман-антиутопия (1940), написанный шведской писательницей Карин Бойе. Роман стал последним опубликованным произведением при жизни автора — он был написан летом 1940 года менее чем за год до самоубийства Бойе. Роман ставят в один ряд с такими произведениями как «1984» Джорджа Оруэлла и «О дивный новый мир» Олдоса Хаксли. Роман был номинирован на премию Прометей.
Роман описывает будущее в 2000-х годах, в котором общество подвержено идее о том, что личность полностью принадлежит системе, которая в свою очередь противостоит внешнему врагу. Роман был написан после того, как автор провела некоторое время в Советском союзе, а затем в Германии, где в ту пору общества находились под контролем тоталитарных режимов.
Повествование ведётся от лица учёного в тоталитарном Всемирном государстве, который находит сыворотку правды. Его открытие носит важное значение для государства и воплощает идеи Великого инквизитора Достоевского о контроле.

## Описание общества
Действие происходит во Всемирном государстве (швед. Världsstaten), которое состоит из узкоспециализированных городов. Людям предписано создавать семьи исключительно для воспроизведения потомства. При достижении семилетнего возраста ребёнок покидает семью, чтобы начать служить интересам государства. Для осуществления тотального контроля за обществом открыто используются вмонтированные устройства для видео- и аудионаблюдения. Граждане, коллеги, члены семей, прислуга обязаны заниматься доносом друг на друга во имя безопасности государства. Большую часть времени люди проводят на рабочих местах под землёй, а после работы занимаются различной общественно-полезной деятельностью. Общество соткано из традиций, предписаний и законов, которые противоречат основным нравственно-духовным потребностям человека.

## Сюжет
Лео Каль, солдат-химик, живёт и работает в Четвёртом городе Химиков. Он создаёт вещество Каллокаин, при инъекции которого человек начинает высказывать свои скрытые мысли. Лео — убеждённый сторонник правящего режима, стремящийся к идеальному служению своему государству. Для тестирования нового препарата Лео приходится работать под начальством Эдо Рисена. Лео ревнует свою жену Линду к Рисену и считает, что между ними существует любовная связь. По мере того, как проходят испытания, в которых подопытными выступают люди из специального отдела, и Лео узнаёт мысли людей, он начинает понимать, что существуют люди, не разделяющие взгляды государства и убеждённые в том, что есть другое государство, где существует любовь, дружба и свобода.

## Экранизации
Мини-сериал «Каллокаин» (Швеция, Великобритания, Канада, реж. Ханс Абрамсон, 1981). В главных ролях Бертил Андерберг, Хэлена Бродин.